# Acianthera bicarinata
Acianthera bicarinata es una especie de orquídea de la tribu Epidendreae originaria del sudeste de Brasil.
En Brasil, no hay registros de esta colección de plantas. Si en realidad es brasileña, lo más probable es el nombre correcto de Acianthera binotii  planta muy similar que se encuentra en la misma región.

## Taxonomía
Acianthera bicarinata fue descrita por Lindl. Pridgeon & M.W.Chase y publicado en Lindleyana 16(4): 242. 2001.
Etimología
Ver: Acianthera
bicarinata: epíteto latino que significa "con dos quillas".
Sinonimia
- Humboldtia bicarinata (Lindl.) Kuntze (1891)
- Pleurothallis  bicarinata (Lindl.) Pridgeon & M.W. Chase (2001).[6][7]